# Teoria qualitativa das equações diferenciais
Em matemática, a teoria qualitativa das equações diferenciais estuda o comportamento de equações diferenciais por meios outros do que encontrar suas soluções. Originou-se dos trabalhos de H. Poincaré e A. Lyapunov. Existem relativamente poucas equações diferenciais que podem ser resolvidas explicitamente, mas usando-se ferramentas de análise e topologia, pode-se "resolvê-las" no sentido qualitativo, obtendo-se muitas informações a respeito de seus comportamentos e propriedades.

## Leitura complementar
- V. V. Nemytskii, V. V. Stepanov, Qualitative theory of differential equations, Princeton University Press, Princeton, 1960.